# Stefan Ołdak
Stefan Ołdak (ur. 5 listopada 1904 w Warszawie, zm. 20 października 1969 w Warszawie) – polski inżynier, specjalista budowy dróg, w młodości lekkoatleta, olimpijczyk.

## Życiorys

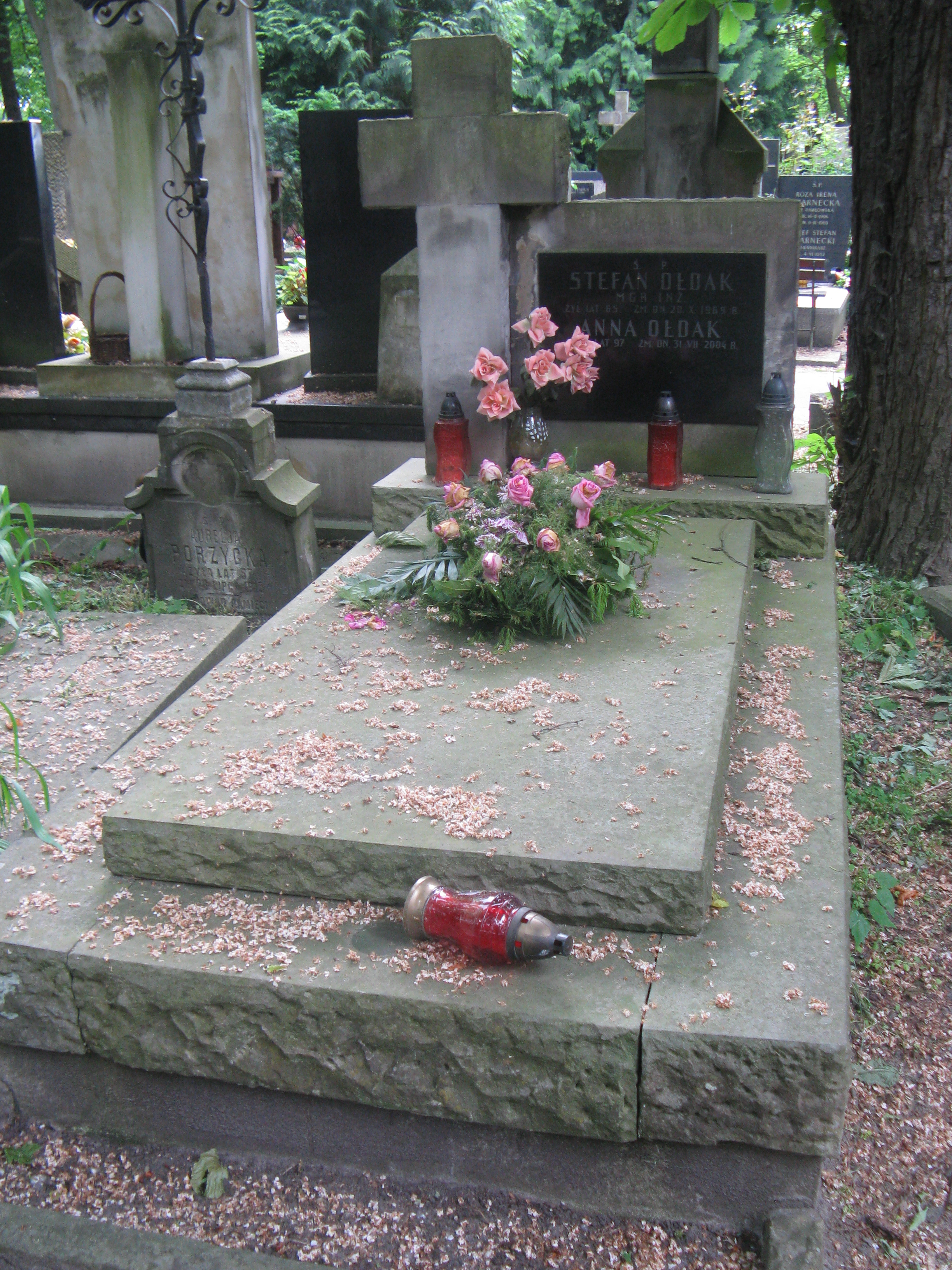
Nagrobek Stefana i Anny Ołdaków

Ukończył Gimnazjum Wojciecha Górskiego w Warszawie (matura w 1915) i Wydział Inżynierii Lądowej Politechniki Warszawskiej, gdzie w 1934 uzyskał dyplom magistra inżyniera budowy dróg i mostów. Pracował następnie w Ministerstwie Komunikacji i w warszawskiej dyrekcji PKP . W czasie okupacji przebywał w Warszawie, gdzie m.in. pracował jako konduktor. Od 1946 pracował ponownie w PKP oraz Ministerstwie Komunikacji, a także był starszym asystentem na Wydziale Komunikacyjnym Politechniki Warszawskiej (1949–1952) i nauczycielem przedmiotów zawodowych w Technikum Kolejowym w Warszawie (1946–1954). Autor podręcznika Encyklopedia dróg kołowych.
W okresie gimnazjalnym zaczął uprawiać lekkoatletykę. W 1921 roku został zawodnikiem Varsovii. W 1922 roku został zawodnikiem AZS Warszawa, które reprezentował do końca kariery sportowej. W latach dwudziestych wyczynowo uprawiał lekkoatletykę. Specjalizował się w biegach średnich. Wystąpił na Igrzyskach Olimpijskich w Paryżu w 1924, gdzie odpadł w eliminacjach biegów na 400 m i 800 m . Startował także w Akademickich Mistrzostwach Świata w 1924 i 1927 .
Był rekordzistą Polski na 800 m i 1000 m . Czterokrotnie zdobył mistrzostwo Polski w sztafecie 4 x 400 m: 1923, 1924, 1925 i 1927.
Rekordy życiowe:
- 400 m - 53,0
- 800 m - 1.58,4
- 1000 m - 2.40,9[2]
- 1500 m - 4.10,8

Był zawodnikiem klubów Varsovia (1921) i AZS Warszawa (1922-1927). Zakończył starty w 1927. Później był działaczem i sędzią lekkoatletycznym. Był m.in. wiceprezesem PZLA . Został uhonorowany honorowym członkostwem PZLA i tytułem zasłużonego sędziego lekkoatletycznego. 

Zmarł w Warszawie. Został pochowany na cmentarzu Powązkowskim (53 kwatera, 5 rząd, 12 grób).
Jego żoną była Anna (zm. w 2004 w wieku 97 lat).